# 코우가 윤
코우가 윤(高河 ゆん 고가 윤[*], 1965년 7월 9일 ~ )은 일본의 여성 만화가이다. 도쿄의 미타 고등학교를 졸업하였으며, 현재는 도쿄의 세타가야구에 거주하고 있다. 동료 만화가인 다쓰네코와 결혼하였으며, 슬하에는 딸 한 명을 두고 있다.

## 경력
코우가 윤은 《캡틴 츠바사》나 《세인트 세이야》의 동인지를 그리며 만화가 경력을 시작하였다. 오리지널 작품은 《메탈 하트》를 1986년부터 고분샤의 만화 잡지인 《코믹 VAL》에 연재하면서 상업 데뷔를 하였으나, 상업 데뷔를 한 이후에도 다수의 동인 작업을 지속하였다. 동인 서클인 야조 데이코쿠의 해체로 인하여 오랫동안 상업 활동을 중단하였고, 이로 인하여 이 기간 동안 발표된 작품은 미완성인 상태로 남아 있다.
유명한 작품 중에는 《러브리스》가 있으며, 2002년부터 《코믹 제로 섬》에서 연재되고 있다. 또한 문예 잡지 《파우스트》에서 일러스트레이터로서도 일하고 있다. 2007년에는 《기동전사 건담 더블 오》의 캐릭터 디자인을 담당하였다.